# Stara Emetiwka
Stara Emetiwka – wieś na Ukrainie, w obwodzie odeskim, w rejonie odeskim. W 2001 roku liczyła 47 mieszkańców.